# 海南非仿溪蟹
海南非仿溪蟹（学名：Apotamonautes hainanensis）为溪蟹科非仿溪蟹属的动物。其种加词“hainanensis”意为“海南的”。

## 亚种
- 海南非仿溪蟹指名亚种（学名：Apotamonautes hainanensis hainanensis），Parisi于1916年命名。分布于海南岛等地，一般栖息于海拔500-800 米的山溪两岸的石块下、溪水宽3-4 米以及水浅而流急。其生存的海拔范围为500至800米。[2]
- 海南非仿溪蟹泮水亚种（学名：Apotamonautes hainanensis banshuiensis），Dai于1993年命名。分布于海南岛等地，多见于低海拔不超过百米的平原区。其生存的海拔上限为100米。[3]
- 海南非仿溪蟹坝王岭亚种（学名：Apotamonautes hainanensis bawanglingensis），Dai于1993年命名。分布于海南岛等地，主要生活于海拔近1000米的高山区。[4]
- 海南非仿溪蟹南林亚种（学名：Apotamonautes hainanensis nanlinensis），Dai于1993年命名。分布于海南岛等地，一般栖息于高山溪流石块下。[5]